# Semaeopus micipsa
Semaeopus micipsa là một loài bướm đêm trong họ Geometridae.